# União das Freguesias de Urrós e Peredo dos Castelhanos
Die União das Freguesias de Urrós e Peredo dos Castelhanos ist eine portugiesische Gemeinde (Freguesia) im Kreis (Concelho) Torre de Moncorvo, Distrikt Bragança, im Nordosten Portugals.

## Geschichte
Die Gemeinde entstand im Zuge der Gebietsreform vom 29. September 2013 durch die Zusammenlegung der ehemaligen Gemeinden Urrós und Peredo dos Castelhanos.
Urrós wurde Sitz der neuen Verwaltung.

## Demographie
| Freguesia | Freguesia                      | Freguesia | Freguesia       | ehemalige Freguesias   | ehemalige Freguesias | ehemalige Freguesias | ehemalige Freguesias |
| --------- | ------------------------------ | --------- | --------------- | ---------------------- | -------------------- | -------------------- | -------------------- |
| Wappen    | Freguesia                      | Einwohner | Fläche in (km²) | Wappen                 | Freguesia            | Einwohner            | Fläche in (km²)      |
|           | Urrós e Peredo dos Castelhanos | 260       | 74,89           |                        | Urrós                | 265                  | 56,94                |
|           | Urrós e Peredo dos Castelhanos | 260       | 74,89           | Peredo dos Castelhanos | 112                  | 17,95                |                      |